# Cinema cinese

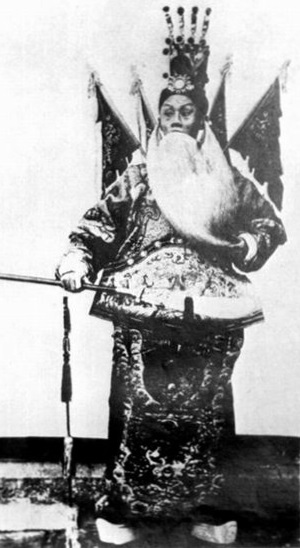
L'attore Tan Xinpei in Il monte Dingjun (1905)

Il cinema cinese (中国大陆电影S) fa parte dei tre filoni storici in lingua cinese insieme a quello di Hong Kong e di Taiwan.
Il cinema è stato introdotto in Cina nel 1896 e la prima pellicola cinese, Il monte Dingjun, fu realizzata nel 1905, con l'industria cinematografica incentrata sulla Shanghai nei primi decenni. Il primo film sonoro, Sing-Song Girl Red Peony, utilizzando la tecnologia del suono su disco, è stata prodotto nel 1931. Il 1930, è considerato il primo "periodo d'oro" del cinema cinese, ha visto l'avvento del movimento cinematografico di sinistra e controversie tra nazionalisti e comunisti furono riflesse nelle pellicole prodotte in quell'epoca. Durante l'invasione giapponese della Cina e l'occupazione di Shanghai, l'industria cinematografica della città fu gravemente ridotta, i registi emigrarono, lasciando la città di Shanghai nel periodo cinematografico post-bellico chiamato "Isola solitaria", sotto le concessioni straniere della città. La principessa dal ventaglio di ferro (1941), il primo film d'animazione cinese, è stato realizzato alla fine di questo periodo ed è influenzato dal tempo di guerra contro il Giappone. Dopo essere stata completamente inghiottita dall'occupazione militare del 1941, fino alla fine della guerra nel 1945, l'industria cinematografica nella città rimase sotto il controllo giapponese.
Dopo la fine della guerra, una seconda età dell'oro ebbe inizio, la produzione riprese nella città di Shanghai, con pellicole come Spring in a small town (1948), candidato miglior film in lingua cinese al 24° Hong Kong Film Awards. Dopo la rivoluzione comunista del 1949, film precedenti e film stranieri vennero vietati, nonostante nel 1951 la presenza di film aumentò bruscamente. Durante la Rivoluzione Culturale, l'industria cinematografica è stata fortemente limitata, arrivando quasi a un punto morto dal 1967 al 1972. L'industria rifiorì a seguito della fine della rivoluzione, portando addosso la cicatrice di quel periodo fino agli anni ottanta, con pellicole come La leggenda della montagna Tianyun (1980) e Hibiscus Town (1986), che raffigura i traumi emotivi lasciati da quel periodo. A partire dalla metà degli anni '80, con pellicole come One and Eight (1983) e Terra gialla (1984), la quinta generazione ha portato una maggiore popolarità al cinema cinese all'estero, soprattutto tra il pubblico d'essai occidentale, con pellicole come Sorgo rosso (1987), La storia di Qiu Ju (1992) e Addio mia concubina (1993) vincendo importanti premi internazionali. Questo movimento si interruppe parzialmente dopo le proteste di piazza Tiananmen del 1989. Il periodo dopo il 1990 ha visto la nascita della sesta generazione e post-sesta generazione, entrambe atte a produrre film al di fuori del principale sistema-film-Cina giocando un importante ruolo nel circuito dei festival internazionali.

## Storia

### Le origini
Nell'estetica cinese il cinema appartiene al 'genere' letterario e la stessa lingua cinese per designarlo ricorre al termine dianying ("ombre elettriche"), oppure all'espressione dianguang yingxi, "spettacolo di ombre elettriche".
Le dianying apparvero in Cina nel 1896: un documentario Lumiere nell'intermezzo di uno spettacolo di varietà a Shanghai. A Pechino arrivarono più tardi, nel 1902. Il Paese si apriva come un grande mercato agli affaristi occidentali: uno spagnolo allestì la prima sala a Shanghai nel 1908, altri esercenti furono un portoghese e un italiano, le pellicole proiettate dapprima francesi, poi americane.
La prima proiezione registrata di un film in Cina è avvenuta a Shanghai l'11 agosto del 1896, sotto forma di evento teatrale/varietà. Il primo film cinese fu una registrazione della Opera di Pechino, Il monte Dingjun, e fu proiettata nel novembre del 1905 a Pechino. Nei decenni successivi le case di produzione cinematografiche furono principalmente di proprietà straniera, concentrate principalmente nella città di Shanghai, un emporio fiorente e la città più grande del lontano oriente. Nel 1913, la prima sceneggiatura originale cinese, The Difficult Couple, girato a Shanghai da Zheng Zhengqiu e Zhang Shichuan. Zhang Sichuan fondò inoltre la prima società di produzione cinese nel 1916. Il primo vero successo di un lungometraggio di produzione nazionale è Yan Ruisheng (閻瑞生S) pubblicato nel 1921. Nel corso degli anni venti i tecnici cinematografici provenienti dagli Stati Uniti addestrarono tecnici cinesi a Shanghai, e l'influenza americana continuò ad essere presente per i due decenni avvenire.
Fu durante questo periodo che nacquero alcune delle più importanti case di produzione, in particolare Mingxing e Tianyi dei fratelli Shaw. La Mingxing, fondata da Zheng Zhengqiu e Zhang Shichuan nel 1922, inizialmente focalizzata nella produzione di corti comici, tra cui il più antico film completo cinese, Laborer's Love (1922). Nel frattempo, Tianyi focalizzò la sua produzione su drammi folcloristici; pellicole come Serpente Bianco (1926) si sono rivelati un successo tra la comunità cinese e quella del sud est asiatico. Nel 1931 venne pubblicato il primo film sonoro cinese, Sing-Song Girl Red Peony, il prodotto di una collaborazione tra la produzione di immagini della Mingxing Film Company e la tecnologia del suono della Pathé Frères. Tuttavia, il suono era su disco registrato, il primo film sonoro con audio registrato durante le riprese realizzate in Cina fu Primavera in Scena (歌場春色) della Tianyi.

#### Il movimento progressista

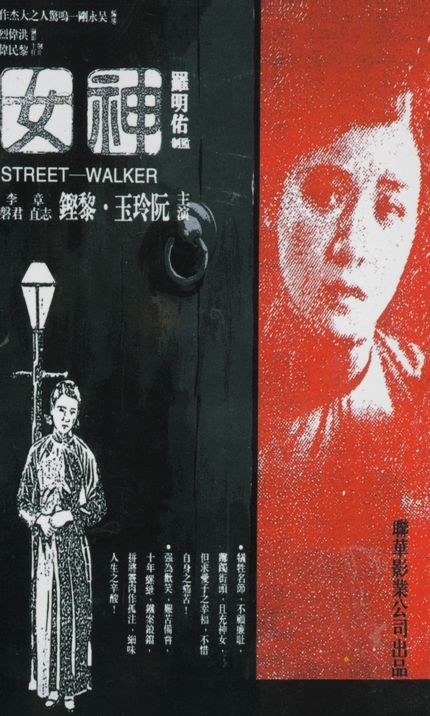
Locandina di The Goddess (1934)

Tuttavia, le prime importanti pellicole cinesi sono state prodotte a partire dal 1930, con l'avvento del movimento "progressista", "di sinistra" o "Lega di sinistra" con pellicole come la Spring Silkworms di Cheng Bugao (1933), The Goddess di Wu Yonggang (1934), storia di una ragazza povera che deve prostituirsi per amore del figlio e The Big Road di Sun Yu (1935). Questi film, oltre ad essere noti per trattare temi sulla lotta di classe e minacce esterne (l'aggressione giapponese), pongono attenzione alla gente comune, appunto, una famiglia di allevatori di bachi da seta in Spring Silkworms a una prostituta in The Goddess. Il movimento cinematografico progressista spesso ruotava attorno alla influenza occidentale su Shanghai, dove i registi descrivevano le classi inferiori e meno abbienti alle prese con una città sovrappopolata. A causa del grande successo riscosso da questo genere di film, questo periodo è stato definito come il primo "periodo d'oro" del cinema cinese.
Questo fu inoltre il periodo che produsse le prime grandi star del cinema cinese: Hu Die, Ruan Lingyu, Li Lili, Zhou Xuan, Zhao Dan and Jin Yan. Altri film di questo periodo includono Love and Duty (1931), Little Toys (1933), New Women (1934), Song of the Fishermen (1934), Plunder of Peach and Plum (1934), Crossroads (1937), e Street Angel (1937), ambientato fra ladruncoli, prostitute e suonatori itineranti. Nel corso del 1930, i nazionalisti e i comunisti lottarono per il potere e il controllo dei principali studi; la loro influenza può essere vista nelle pellicole prodotte durante questo periodo. La conquista giapponese, iniziata nel 1931 con l'invasione della Manciuria sarebbe culminata nel 1937 con la caduta di Shanghai e i massacri di Nanchino, segnando la fine di un'epoca ricca di tensione e di fervore per il cinema e la cultura cinese.

#### L'occupazione giapponese e la Seconda Guerra Mondiale
Con l'invasione giapponese della Cina nel 1937, in particolare la battaglia di Shanghai, si concluse questa corsa all'oro del cinema cinese. Tutte le case di produzione, ad eccezione Xinhua Film Company chiusero, e molti dei registi decisero di fuggire da Shanghai, trasferendosi ad Hong Kong, Chongqing, e altrove. L'industria cinematografica di Shanghai, anche se gravemente ridotta, non si fermò però, determinando in tal modo il periodo di "Isola Solitaria", con le concessioni straniere di Shanghai che servivano da "isola" di produzione nel "mare" del territorio occupato dai giapponesi. Fu durante questo periodo che gli artisti e registi che rimasero in città dovevano camminare una linea sottile tra rimanere fedeli alle proprie convinzioni progressiste nazionaliste e le pressioni dei giapponesi. Mulan Joins the Army del regista Bu Wancang (1939), con la sua storia di un giovane contadino cinese che lotta contro l'invasione straniera, è stato un ottimo esempio della continuazione di produzione cinematografica di Shanghai nel bel mezzo di una guerra. Questo periodo si concluse quando il Giappone dichiarò guerra gli alleati occidentali il 7 dicembre 1941; "l'isola solitaria" fu finalmente inghiottita dal mare della occupazione giapponese. Con l'industria cinematografica di Shanghai saldamente sotto controllo giapponese, furono prodotti film propagandistici della Sfera di co-prosperità della Grande Asia orientale come Eternity (1943). Alla fine della seconda guerra mondiale, una delle più controverse società giapponesi, Manchukuo Film Association, sarebbe stata separata e integrata nel cinema cinese.

### La seconda età dell'oro

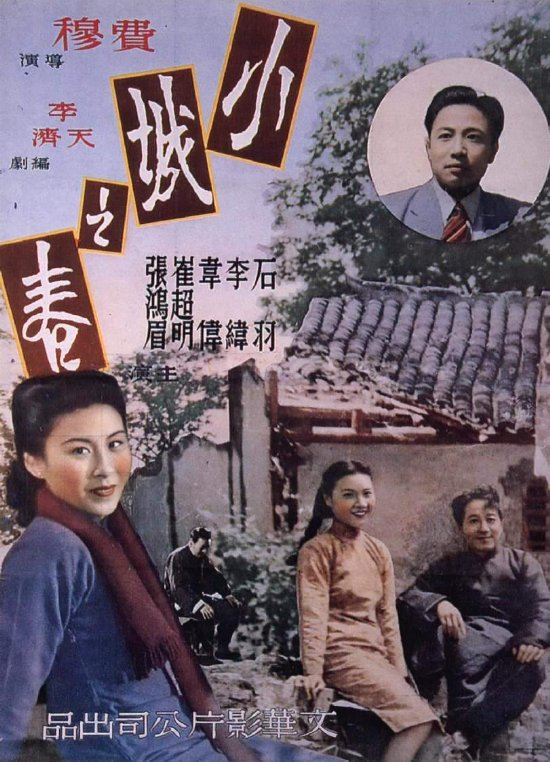
Locandina dal film Spring in a small town (1948)

Ben presto cessò ogni attività produttiva e anche dopo la resa del Giappone (1945) la fine della guerra mondiale segnò solo l'inizio di una sanguinosa guerra civile fra le forze ufficiali del Kuomindang (sostenute dagli USA) e i ribelli di Mao, dal 1949 ufficialmente appoggiati dall'URSS.
L'industria cinematografica, nonostante tutto, continuò a svilupparsi anche dopo il 1945. Gli studi di produzione tornarono a Shanghai. Nel 1946, Cai Chusheng tornò a Shanghai per rilanciare il nome Lianhua come Lianhua Film Society. Questo a sua volta diventò Kunlun Studios, che sarebbe diventato uno dei più importanti studi dell'epoca, facendo uscire classici come The Spring River Flows East (1947), Myriad of Lights (1948) e Crow and Sparrow (1949). Molti di questi film mettevano in scena la disillusione e le regole oppressive Chiang Kai-shek del Partito nazionalista.
Nel frattempo, aziende come la Wenhua Film Company, si allontanarono dalla tradizione di sinistra ed esplorarono l'evoluzione e lo sviluppo di altri generi drammatici trattando i problemi del dopoguerra in modi umanistici, evitando la narrazione della famiglia e le formule melodrammatiche. Spring in a small town (1948), un film del regista Fei Mu è spesso considerato dai critici cinematografici cinesi come uno dei film più importanti della storia del cinema cinese, ed è stato candidato agli Hong Kong Film Awards nel 2004 come il più grande film in lingua cinese mai fatto. Un rifacimento acclamato è stato fatto nel 2002 da Tian Zhuangzhuang. Remorse at Death (1948), dello stesso regista, è stato il primo film a colori cinese.

### L'inizio dell'era Comunista
Già prima del 1949, il Partito comunista aveva guardato con una certa attenzione al cinema e alle sue possibilità di presa su ampi strati popolari. A partire dalla conquista del potere, poi, il cinema è subito considerato 'l'arte più importante', e il Partito avvia una politica di nazionalizzazione, controllo ma anche sviluppo industriale. L'impegno del Partito è evidente sin dai suoi primissimi anni di governo. Il regime comunista risolse il problema della mancanza di sale cinematografiche con la costruzione di unità di proiezione mobili che potevano viaggiare anche nelle regioni remote della Cina, in modo da offrire accesso anche ai più poveri. Nel 1965 furono prodotte circa 20.393 unità mobili di questo genere. Se nel 1949 si contavano nel paese 596 sale cinematografiche e unità mobili di proiezione, già nel 1952 il numero di queste passa a 2.282, con un incremento di spettatori che salgono da 47 a 600 milioni. Dopo una breve coesistenza, fino al 1952, fra studi privati (tutti a Shanghai) e di Stato, il cinema viene statalizzato e sottoposto a una rigorosa pianificazione, analoga a quella di tutti gli altri settori dell'industria. Il cinema in Cina diventa così «un cinema di Stato, il cinema di uno Stato Socialista, la cui missione è di tradurre in immagini la realtà del sistema e di contribuire a tenerlo in piedi». Nell'aprile del 1949, intanto, nasceva il nuovo Ufficio di controllo del cinema, subito aggregato al Ministero della Cultura. Lo stesso Mao stabilirà, nei suoi interventi pubblici, quelli che saranno gli ambiti in cui dovrà muoversi il cinema: «il 75% dei film girati fra il 1949 e il 1966 si ispiravano ai tre temi fondamentali: la rivoluzione cinese, la costruzione della nuova società socialista, la storia della Cina». Gli eroi presenti sullo schermo diventano così quelli che la rivoluzione ha portato sul proscenio: i contadini, gli operai, le donne, i rivoluzionari e i soldati dell'esercito di liberazione come Bridge (1949) che racconta di un gruppo di lavoratori che riesce a ultimare in tempo la costruzione di un ponte necessario allo sforzo bellico, e The White Haired Girl (1950). L'euforia del biennio '49-'50 si interrompe, tuttavia, con la prima di una lunga serie di campagne di critica che influenzeranno pesantemente lo sviluppo del cinema cinese degli anni di Mao: in causa è il film The Life of Wu Xun (Wu Xun zhuan) (1950) di Sun Yu. Attaccato dallo stesso Mao, in un articolo apparso sul Quotidiano del Popolo del 20 maggio del 1951, il film aveva il difetto di rappresentare come eroe nazionale il personaggio realmente esistito di Wu Xun, un vagabondo che col denaro elemosinato aveva aperto tre scuole gratuite. L'immagine contrastava con quelle proposte dal Partito, o almeno con alcuni dei suoi dirigenti, tra cui la Jiang Qing, la moglie di Mao, secondo la quale Wu Xun non era altro che un imbroglione che si era arricchito con l'usura e le cui scuole escludevano i contadini poveri. Fu così a causa di questa campagna di rettifica che il mondo del cinema cinese fu per un anno più impegnato a discutere, correggere i propri errori e ‘rieducarsi’ che a fare film. Il risultato fu che la produzione di lungometraggi scese dai 29 film del 1950 ad un unico titolo nel 1951.

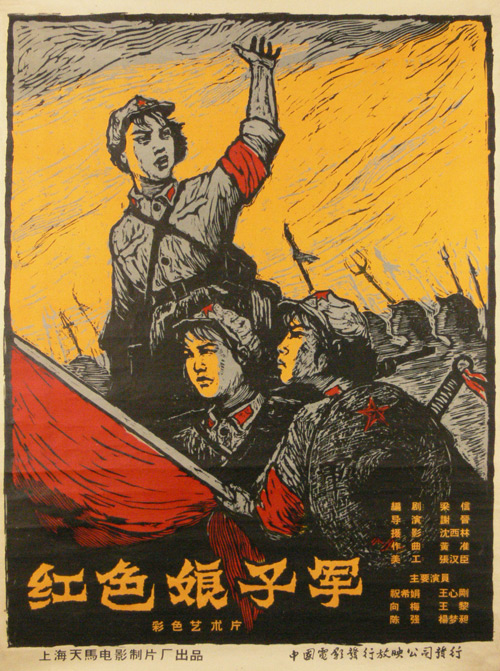
Locandina di The Red Detachment of Women (1961)

Nei 17 anni tra la fondazione della Repubblica Popolare Cinese e la Rivoluzione culturale, 603 lungometraggi e 8.342 bobine di documentari e cinegiornali furono prodotti, materiale promosso per lo più come propaganda comunista da parte del governo. Registi cinesi furono inviati a Mosca per studiare lo stile del realismo socialista sovietico nel cinema. Nel 1956 venne aperta l'Accademia del Cinema di Pechino. Il primo widescreen film cinese è viene proiettato nel 1960. I film d'animazione utilizzavano varietà di arti popolari, come ad esempio, ombre cinesi, teatro di figura, e dipinti tradizionali, vennero utilizzati per intrattenere ed educare i bambini. Il più famoso tra questi fu La rivolta del cielo (due parti 1961-4) diretto da Wan Laiming e vinse il premio d'eccezione al London Film Festival.
Il disgelo della censura in 1956-7 (nota come Campagna dei cento fiori) e primi anni 1960 portò alla nascita di altri film cinesi di genere che cercavano di fare meno affidamento sui loro controparti sovietici. Durante questa campagna le critiche più taglienti provenivano dalle commedie satiriche di Lü Ban. Before the new Director Arrives espone i rapporti gerarchici che si verificano tra i ranghi e nel suo film successivo venne etichettato come "pianta infestante velenosa". Durante la campagna anti-destra Lü Ban fu bandito dalla regia a vita. Il regista più importante di questo periodo fu Xie Jin, con tre film in particolare, Woman Basketball Player No. 5 (1957), The Red Detachment of Women (1961) e Two Stage Sisters (1964), misero in scena una maggiore esperienza della Cina nel campo cinematografico. Film realizzati durante questo periodo furono chiari e definiti qualitativamente, presentando un elevato valore di produzione e set elaborati. Mentre Pechino e Shanghai rimasero i principali centri di produzione, tra il 1957-1960 il governo costruì studi regionali a Guangzhou, Xi'an e Chengdu per incoraggiare la diversità etnica. Il cinema cinese cominciò ad affrontare direttamente la questione delle minoranze etniche durante la fine del 1950 e primi anni 1960, con film come Five Golden Flowers (1959) e Ashima (1964).

### La Rivoluzione Culturale e le sue conseguenze
Durante la Rivoluzione Culturale, l'industria cinematografica fu fortemente limitata. Quasi tutti i film citati in precedenza vennero vietati e solo poche e limitate pellicole vennero prodotte in questo periodo: le cosiddette "opere di modello rivoluzionario". Il più notevole tra questi fu una versione balletto dell'opera rivoluzionaria The Red Detachment of Woman, diretto da Pan Wenzhan e Fu Jie e prodotto in versione film nel 1970. La produzione di film, dopo un periodo morto che cominciò nel 1967, si rianimò nel 1972 sotto la stretta giurisdizione della Banda dei Quattro fino al 1976, quando vennero arrestati insieme a figure minori vicine alle loro posizioni. I pochi film prodotti in questo periodo, come Breaking with Old Ideals (1975), vennero altamente regolamentati a livello di trama e caratterizzazione.
Negli anni immediatamente successivi alla Rivoluzione Culturale, l'industria cinematografica di nuovo fiorì come mezzo di intrattenimento popolare. La produzione aumentò costantemente, da 19 lungometraggi nel 1977 a 125 nel 1986. Film di produzione nazionale raggiunsero il grande pubblico, e aumentò anche la vendita di biglietti di festival di film stranieri. L'industria del cinema cercò di incoraggiare le folle da fare film "esplorativi", più innovativi come le loro controparti in Occidente.
Nel 1980 l'industria cinematografica cadde nuovamente in un periodo di disgrazia, affrontando il duplice problema di concorrenza di altre forme di intrattenimento e di preoccupazione da parte delle autorità cinesi definiva film thriller e film di arti marziali socialmente inaccettabile. Nel gennaio 1986 l'industria cinematografica fu trasferita dal Ministero della Cultura al Ministero della Radio, Cinema e Televisione di nuova formazione per portarlo sotto un "controllo di gestione più rigorosa" e "rafforzamento della vigilanza sulla produzione."
La fine della Rivoluzione Culturale lasciò gravi cicatrici, drammi che furono descritti in alcune pellicole rilasciate in questo periodo. Il film più noto tra questi è probabilmente Hibiscus Town di Xie Jin (1986), anche se film contenenti questo trauma potevano essere visti ancora nei primi anni novanta, The Blue Kite (1993) di Tian Zhuangzhuang. Nel 1980, aperto alle critiche fatte ad alcune politiche del Partito Comunista in passato, Deng Xiaoping fu incoraggiato a rivelare gli eccessi della Rivoluzione Culturale e della precedente campagna politica contro la destra, contribuendo anche a legittimare le sue nuove politiche di "riforma e apertura".
I più giovani, i direttori di quella che sarebbe diventata la 'quinta generazione', tendevano a concentrarsi su argomenti meno controversi del presente immediato o del lontano passato. Diminuì l'entusiasmo per i 'drammi-cicatrice' e cominciò il confronto con gli aspetti negativi dell'era di Mao Zedong.

### L'ascesa della quinta generazione
Tra la fine degli anni settanta e l'inizio degli anni ottanta si sviluppò una generazione di registi che ha permesso, in pochi anni, l'affermazione del cinema cinese sul piano internazionale. Anche grazie a figure quali Xie Jin, Sang Hu e Xie Tieli, maestri dei nuovi registi, gli autori della "Quinta" e della "Sesta generazione" hanno potuto far conoscere meglio il cinema cinese in Occidente, anche come segno delle nuove ondate contemporanee.
Nel 1979 venne redatto un manifesto sulla modernizzazione del linguaggio cinematografico a opera di Zhang Nuanxin, espressione di punta del 'nuovo cinema cinese' e autrice di Qingchun ji (1985), ambientato in epoca di Rivoluzione Culturale. Colui che è considerato il padrino della 'quinta generazione', Wu Tianming, autore di Meiyou hangbiao de heliu (1983), dopo il 1988 ha dovuto lasciare il Paese, per rientrarvi solo nel 1995. Anche i grandi film che hanno conquistato i festival e i mercati occidentali negli ultimi decenni del secolo, quelli di Chen Kaige e di Zhāng Yìmóu, non sempre risultano di produzione cinese ma, per così dire, periferica (Taiwan, Hong Kong). Lanterne rosse (1991), che ha rivelato Zhang Yimou al pubblico occidentale, realizzato in buona parte con finanziamenti giapponesi, è stato a lungo proibito in Cina. Spesso apprezzati più all'estero che in patria, in quanto giudicati troppo ermetici, i film di questi due autori hanno stentato peraltro ad affermarsi in un mercato che negli ultimi anni si è drammaticamente ristretto (dai 29 milioni di spettatori del 1979 ai 9 milioni della fine del XX sec.).
La possibilità di affrontare temi più vasti e complessi rispetto al passato e il relativo allentamento della censura (ancora operante) non hanno compensato, agli occhi del pubblico cinese, il costo del biglietto (ai tempi di Mao Zedong l'esercito e le unità di lavoro pensavano a distribuire le copie presso soldati e lavoratori in modo spesso gratuito) e la concorrenza della televisione, vigorosamente attaccata dal regista Zhou Xiaowen nel suo Ermo (1994), ha ulteriormente aggravato la situazione. La stessa popolarità raggiunta in Europa e in America da autori come Zhang Yimou, Chen Kaige e dall'attrice Gong Li ‒ ripetutamente premiati in vari festival internazionali ‒ si è rivelata non del tutto producente per l'attività degli interessati, in un clima ancora dominato dal sospetto e da probabili gelosie. Di qui la necessità per i cineasti di ricorrere a finanziamenti stranieri, e per gli spettatori occidentali di fare tesoro di festival e rassegne per poter ammirare opere altrimenti ben poco diffuse all'estero e talora nemmeno nel Paese d'origine. Per lo più il cinema delle nuove generazioni è apparso legato al modello artistico cinese degli anni trenta.
Proprio in quanto radicati in una cultura narrativa e figurativa di grande ricchezza, sapienza ed eleganza, i film di Chen Kaige e di Zhāng Yìmóu costituiscono alcune tra le più raffinate e ammirevoli eccezioni rispetto a un'epoca odierna di più generale esaurimento e stanchezza del linguaggio filmico. Basti pensare alla grande tradizione del melodramma e del teatro cinese, così efficacemente rivissuta e rielaborata in Addio mia concubina e in Lanterne rosse, ma anche negli altri film di Zhang Yimou, dalla stilizzata violenza di Sorgo rosso (1987), a Ju Dou, primo film cinese candidato, nel 1991, per l'Oscar al miglior film straniero, ai toni di commedia e di apparente "realismo contadino" di La storia di Qiu Ju (1992) o in Shanghai Triad - La triade di Shangai (1995).
Opere tra le più significative della produzione contemporanea, accanto alle quali si devono citare almeno Il re dei bambini (1987) di Chen Kaige; Il passaggio del Monte Hei (1990) di Zhou Xiaowen, che per aver affrontato in modo più esplicito la sfera sessuale è incappato nelle maglie della censura e per anni è stato proibito; il commosso discorso sul ruolo della donna nella società cinese leggibile nei film del regista Xie Fei (Una ragazza di nome Xiaoxiao, 1986, codiretto con Wu Lan, e La famiglia dei fabbricanti di olio, 1992) e gli originali e coraggiosi tentativi di Li Shaohong con Alba di sangue (1990), e Cipria (1994), sulla chiusura delle case di piacere nel 1949 e la rieducazione delle prostitute in appositi campi di lavoro. Figura di rilievo di questo periodo è Huang Jianxin, formatosi a Sydney e autore di una "trilogia urbana" composta da Sta' dritto, non piegarti (1992), Schiena contro schiena, faccia a faccia (1994) e Freccia a sinistra, gira a destra (1996).

### La sesta generazione
I cineasti della quinta generazione avevano per lo più scelto una dimensione metaforica, attenta al passato, ai riti e alle tradizioni del mondo rurale e delle comunità etniche, optando per una raffinata ricerca estetica. Erano riusciti a crearsi un proprio spazio nell'ambito del rigido sistema produttivo statalizzato cinese, anche grazie al successo internazionale dei loro film che ne aveva innalzato il potere contrattuale. Così, però, non  poteva essere per quei giovani diplomati all'Accademia cinematografica di Pechino – proprio nell'anno della strage di Tiananmen – e che al contrario avrebbero dovuto lavorare in studi di Stato ancora più severi di quanto lo fossero in precedenza, proprio per evitare che i cineasti di questa nuova generazione, la sesta, creassero gli stessi problemi di quella precedente. Ad essi non rimane così che una via, quella della produzione indipendente, che, a differenza di quel che accade in molti altri paesi, è di per sé in Cina un fatto illegale. Nascono così i primi film di Zhang Yuan e Wang Xiaoshuai, che aprono la strada ad altri coraggiosi registi. Come è accaduto per i registi della generazione precedente, anche i film di costoro, pur osteggiati in patria, sono accolti a braccia aperte dai festival occidentali, bramosi di opere in dissonanza con le logiche del potere: il che permette loro di ottenere fondi internazionali per poter girare altre opere indipendenti. Insieme alla scelta dell'indipendenza, questi giovani registi, che sono cresciuti non più negli anni della Rivoluzione culturale e dell'esodo forzato nelle campagne, bensì nel decennio delle riforme di Deng Xiao-ping e della conversione all'economia di mercato, manifestano chiaramente la loro consapevolezza e volontà di rompere con la precedente generazione. Come afferma Zhang Yuan:
(L. Prudentino,  Le regard des ombres, Parigi 2003, p. 71)
Affermazione che indica non solo una volontà di rottura, ma anche un orientamento programmatico che verrà realizzato nei loro film, i quali saranno legati al presente, alle contraddizioni della società contemporanea, società del passaggio alle logiche di mercato e di consumo, e alla realtà urbana, molto di più di quanto non lo fossero quelli dei cineasti della precedente generazione. Anche i protagonisti cambiano, meno soldati e concubine, più emarginati, giovani, lavoratori precari, piccoli criminali, artisti del mondo underground. L'«oggettività» si traduce in un cinema che spesso lima i confini tra fiction e documentario. La diffusione di videocamere leggere e digitali favorisce non solo un documentario d'immersione, in cui il cineasta instaura un rapporto di complicità coi soggetti delle sue riprese e ne fa una parte integrante e consapevole del suo progetto filmico, ma anche un cinema di finzione che sempre più si documentarizza, si fa quotidiano, usa attori non professionisti, spazi reali, immagini sporche e dialoghi improvvisati, e che traduce la limitazione del budget in un insieme coerente di scelte estetiche. Il film d'esordio di Zhang Yuan, Mama (1990), prima pellicola a produzione indipendente del cinema cinese a partire dal 1949, è considerato l'opera che apre la stagione della sesta generazione del cinema cinese. Indipendente quanto Mama è il successivo Beijing zazhong (1992), prodotto anche grazie al contributo del cantante Cui Jian, che appare come uno dei protagonisti. Wang Xiaoshuai invece iniziata la sua carriera cinematografica con Fuyu no hi (1993) e Jidu hanleng (1995). La cupezza delle due opere esprime chiaramente il clima culturale cinese del dopo Tiananmen. Il carattere ai limiti dello sperimentale di questi primi lavori, il loro andamento quasi documentario, il livore delle immagini, così come la loro autoreferenzialità, viene meno nelle opere successive, in particolare, in Le biciclette di Pechino (2001), Orso d’argento al Festival di Berlino.
Queste scelte stilistiche si ritrovano anche nel cinema di Jia Zhangke, che essendosi diplomato all'Accademia di Pechino nel 1997, appartiene già a una generazione successiva, definita da alcuni post-sesta generazione o dGeneration, e che forse con ancor più rigore di quanto non abbiano fatto i suoi predecessori, prosegue il loro discorso di documentazione della Cina che cambia e di tutte le sue contraddizioni, viste attraverso gli occhi di chi ne paga tutte le conseguenze in prima persona. The World (2004) sottolinea il vuoto sociale portato dalla globalizzazione nel contesto di un parco a tema di Pechino dove viene rappresentato il mondo in miniatura. Still Life (2006), vincitore del Leone d'oro alla Mostra del Cinema di Venezia, con tematiche riguardanti la vita dei lavoratori nei mastodontici cantieri attorno alla diga delle Tre Gole, che ha cancellato interi paesi.
Altri tra i più prolifici registi che la sesta generazione ha prodotto sono Lou Ye con Suzhou River (2000) o Yihe yuan (2006). Un giovane regista che non condivide la maggior parte delle preoccupazioni della sesta generazione è invece Lu Chuan (Kekexili: Mountain Patrol, 2004; City of Life and Death, 2010).

#### dGeneration movimento indipendente
Vi è un numero crescente di registi indipendenti post-sesta generazione fare film con budget molto bassi e che utilizzano apparecchiature digitali. Sono le cosiddette dGeneration (per digitale). Questi film, come quelli di registi sesta generazione, sono per lo più realizzati al di fuori del sistema film cinese e sono esposti per lo più sul circuito dei festival internazionali. Ying Liang, Yi Jian, sono tra i protagonisti di questa dGeneration. Ying con Taking Father Home (2005) e The Other Half (2006) sono entrambi rappresentativi delle tendenze del lungometraggio dGeneration di lungometraggio.

#### Nuovo movimento documentarista
Due decenni di riforme e di commercializzazione hanno portato cambiamenti sociali drammatici in Cina, che si riflette non solo in film di finzione, ma in un movimento crescente di stampo documentarista. Wu Wenguang con i 70 minuti di Bumming in Beijing: The Last Dreamers (1990) è considerato come una delle prime opere di questo "nuovo documentario Movimento" (NDM) in Cina. Bumming, realizzato tra il 1988 e il 1990, contiene le interviste fatte a cinque giovani artisti che si guadagnano da vivere a Pechino, sotto il controllo delle autorità cinesi. Girato con una videocamera, il documentario si conclude con quattro degli artisti che si trasferiscono all'estere dopo le proteste in piazza Tiananmen. Dance with the Farm Workers (2001) è un altro documentario di Wu.
Altro documentarista acclamato a livello internazionale è Wang Bing con Tie Xi (2002), girato senza autorizzazione, praticamente da un uomo solo, con una semplice videocamera leggera, una Panasonic ZEI, senza alcun effetto speciale e un montaggio ridotto all'essenziale, rappresenta una delle punte più alte e audaci del documentario cinese contemporaneo. Le trecento ore di riprese sono state dapprima condensate in cinque, per essere presentate al Festival di Berlino del 2002, e poi, grazie all'accoglienza critica e al conseguente finanziamento da capitali europei, Wang Bing monta la versione definitiva di 9 ore 11 minuti, che sarà presentata al Festival del documentario di Marsiglia e a quello dei Tre continenti di Nantes.
Altri registi da citare in questa sfera sono Li Hong con Out of Phoenix Bridge (1997), Xu Xin con Karamay (2010) e il premiato alla Mostra internazionale d'arte cinematografica di Venezia, Zhao Liang con il suo poetico viaggio dantesco Behemoth (2015), denuncia sullo sviluppo economico indiscriminato cinese e lo sfruttamento dei giacimenti di carbone ambientato nella regione della Mongolia Interna, o le cinque ore di Petition (2009), presentato al Festival di Cannes, denuncia al sistema giuridico cinese. Il film, girato in un periodo di oltre 12 anni, descrive l'odissea di un gruppo di cittadini cinesi che si recano a Pechino per denunciare il comportamento dei loro funzionari locali, senza avere successo e vivendo in modo precario.

## Generi: le arti marziali
Il cinema di arti marziali segna la storia del cinema cinese fin dall'inizio. Si divide in due ambiti, dai confini labili: il wuxiapian e il gongfupian. Wuxia, composto da wu (qualità marziali) e xia (cavalleria o eroismo). Gongfu (o kong fu) in origine significava l'ottenimento di una certa abilità nel combattimento, ma anche in altre sfere dell'esistenza umana, attraverso un duro e severo allenamento. Tendenzialmente i wuxiapian si ambientano in un passato lontano, come quello dell'epoca Ming (1368-1644), e sono segnati da una dimensione fantastica, a partire dalle impossibili acrobazie dei suoi protagonisti che sfidano le leggi di gravità, e i suoi combattimenti fanno ampio uso della spada o di altre armi bianche. I gongfupian tendono ad ambientarsi in un passato più recente, a volte nel contemporaneo, e sono generalmente più realistici, i combattimenti avvengono fondamentalmente a mani nude.
Il genere segna buona parte della storia del cinema cinese fino al 1949, quando, con l'avvento della Repubblica Popolare, i film di arti marziali vengono di fatto proibiti, perché legati a valori estranei agli ideali comunisti. Tocca alla colonia britannica di Hong Kong mantenere in vita il cinema di arti marziali, con una serie di produzioni in cantonese, come quelle dedicate a Huang Fei-hong, che Tsui Hark riprenderà nel suo celebre Once Upon a Time in China (Wong Fei Hung). Nella seconda metà degli anni settanta si assiste a un radicale rinnovamento del genere, che lo toglie dall'etichettature da cinema di serie B in cui era stato confinato. Un ruolo determinante nella nascita del nuovo wuxiapian fu giocato da Run Run Shaw, presidente della Shaw Brothers. Egli tentò di dare nuova vitalità al genere, inserendo elementi che riprendeva da film provenienti dall'Occidente e dal Giappone: il western all'italiana i film di James Bond e il chanbara. Nascono così Come Drink With Me (1966) di King Hu, che fonde mirabilmente la tradizione dell'Opera di Pechino con sofisticate tecniche del linguaggio cinematografico, e Mantieni l'odio per la tua vendetta (1967) di Chang Cheh, che usa un linguaggio più virile, crudo e violento, fondato sulla vendetta. Nel 1970 il braccio destro di Run Run Shaw, Raymond Chow, lascia la Shaw Brothers e fonda una nuova compagnia, la Golden Harvest, che si getta subito nella produzione di film d'arti marziali, portando con sé alcuni dei migliori talenti, come King Hu e Lo Wei, e l'attore Jimmy Wang Yu e un giovane Bruce Lee. Proprio con lui e con i film gongfu la Golden Harvest batte ogni precedente record d'incasso, dando il via così alla moda internazionale del cinema d'arti marziali. Dopo la scomparsa di Bruce Lee, il cinema di kung fu continuerà a rimanere il genere dominante e di maggior successo della colonia, grazie anche a commedie gungfu, come Snake in the Eagle’s Shadow (1978) di Yuen Woo-ping, che lanceranno nuove star del genere: Jackie Chan e Sammo Hung. Il successo dei film d'arti marziali fu anche dovuto alla loro capacità di rivolgersi ai milioni di cinesi sparsi per il mondo. A loro i wuxiapian offrivano un'immagine mitica e lontana della Cina, mentre i film di kung fu, e in particolare quelli di Bruce Lee, con l'eroe che combatte in difesa dei cinesi oppressi, rispondono alle loro esigenze di rivalsa nei confronti di discriminazioni subite in quanto popolazione immigrata in paese straniero.

## Industria
Dopo il successo commerciale internazionale di film come La tigre e il dragone (2000) e Hero (2002), il numero di co-produzioni del cinema in lingua cinese è aumentato arrivando a creare un movimento del cinema cinese, protagonista e condizionatore su larga scala a livello internazionale. Nel 1997, la Fabbrica dei sogni di Feng Xiaogang è diventato il primo film cinese ad ottenere successo commerciale e di critica in occidente. Tutti i film, anche stranieri, prima di essere proiettati nel paese devono essere approvati dal Consiglio di Stato, il quale spesso interviene censurando alcune scene. Con la crescita del box office, i film cinesi hanno battuto tutti i record al botteghino e, a partire da gennaio 2016, 5 dei primi 10 film di maggior incasso in Cina sono produzioni nazionali. Lost in Thailand (2012) è stato il primo film cinese a raggiungere 1 miliardo di yuan al box office cinese, Il regno di Wuba (2015) è stato il primo a raggiungere i due miliardi e The Mermaid (2016), con 3 miliardi di yuan, è il film di maggior incasso in Cina.
In Cina ha sede il più grande studio cinematografico del mondo, la Hengdian World Studios. Nel 2012 il paese è diventato il secondo più grande mercato al mondo per incassi. Nel 2015, il botteghino lordo in Cina arrivò a 44 miliardi di yuan (6,78 miliardi di dollari statunitensi), film nazionali con una quota del 61,6%. Si prevede che il paese possa diventare il più grande mercato del mondo entro il 2017 o il 2018. La Cina è diventata anche un importante hub di business per gli studi di Hollywood.

## Festival dedicati al cinema cinese in Italia
- Asian Film Festival
- Dragon Film Festival
- EstAsia - Cinema d'oriente
- Far East Film Festival
- FánHuā Chinese Film Festival